# Steindamm (Królewiec)

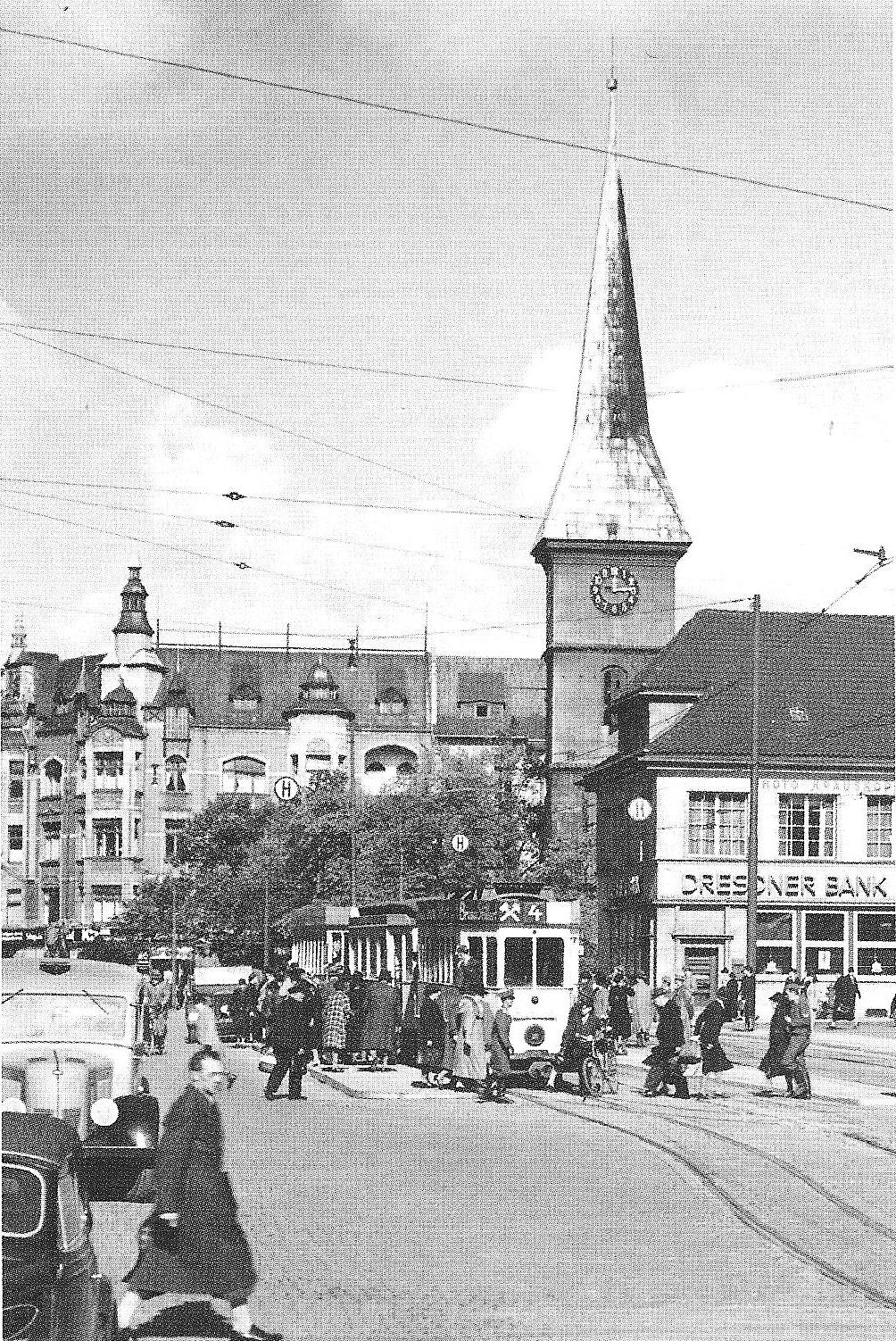
Steindamm z kościołem (przed 1945)

Steindamm – dzielnica Królewca, najstarsza część miasta, także nazwa ulicy, siedziba polskiej parafii ewangelickiej. Obecnie część śródmieścia Królewca.

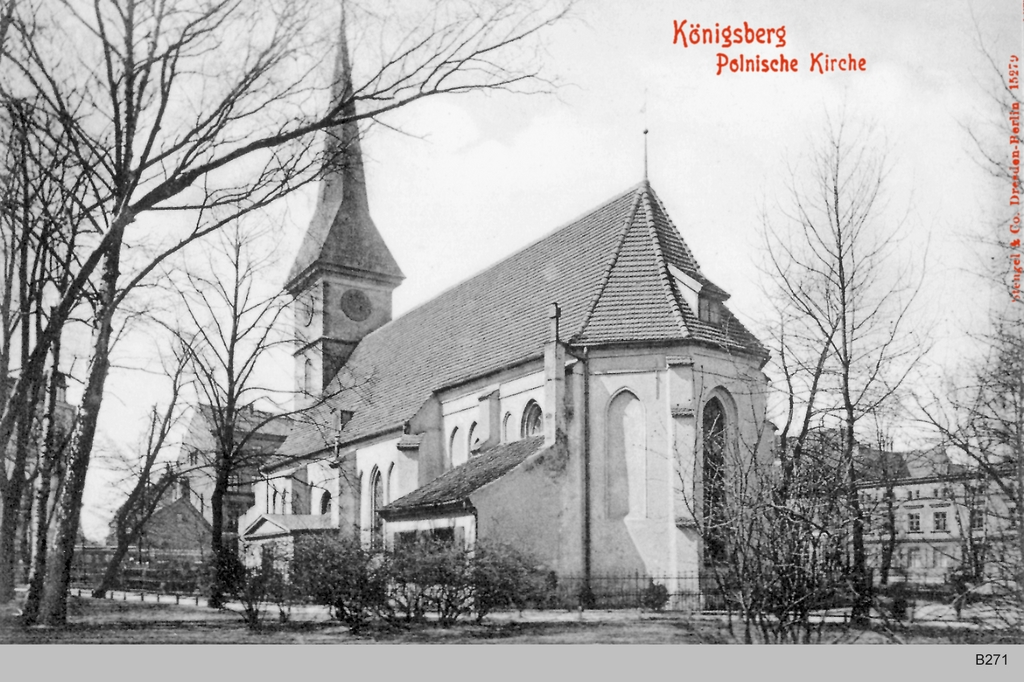
Kościół św. Mikołaja na Steindamm (kościół polski) w Królewcu (1908)

## Historia
Przedmieście Steindamm (pol. Kamienna Grobla) powstało na miejscu najstarszego zalążku miasta Królewca istniejącego od ok. 1255 r. na płn.-zach. od nowo założonego zamku krzyżackiego, nad – dziś nieistniejącą – odnogą Pregoły. Już 1262–1263 nie posiadająca umocnień osada została zniszczona podczas powstania Prusów. Następnie została przeniesiona w korzystniejsze miejsce na brzegu głównego koryta rzeki, na południe od zamku, gdzie 1286 otrzymała prawa miejskie (późniejsze Stare Miasto). Na poprzednim miejscu, wzdłuż drogi prowadzącej z południa na północ w głąb Sambii i na wybrzeże (tzw. szlak bursztynowy), rozwijała się zabudowa staromiejskiego przedmieścia zwanego Steindamm, skupionego wokół najstarszego królewieckiego kościoła, noszącego wezwanie św. Mikołaja, podobnie jak – założony później jako kontynuacja tej parafii – kościół staromiejski. Kościół na Steindamm (Steindammer Kirche) pełnił funkcje świątyni filialnej i cmentarnej (St. Nicolai extra muros veteri oppidi). Wysuwano przypuszczenie, że obok mógł się znajdować klasztor franciszkanów.
W 1491 wzniesiono na Steindamm budynek własnego sądu, rozebrany po zjednoczeniu władz miasta Królewca 1724. W XVII w. tu również znajdował się dom królewieckiego kata (przy późniejszym Büttelplatz). Ogród aptekarza Caspara Panzera z licznymi gatunkami roślin – głównie leczniczych – był poprzednikiem ogrodu botanicznego. Wzgórze Rolloberg (od legendarnego księcia normańskiego) było miejscem, gdzie według tradycji został powieszony Glappo, warmiński wódz powstańców pruskich (1273) (w XVII w. obszary te weszły w skład nowo powstałej wolnizny Neurossgarten), jednak niekiedy nadal określano je jako Steindamm (ok. 1900 r. granice obu dzielnic wyznaczała Drummstrasse – obecna ul. Szpitalna; ros. ul. Bolničnaja – ул. Больничная). Na ul. Wałowej – Wallgasse – znajdował się dom nadzorcy wałów miejskich („wałmistrza”). Przez bramę w wałach prowadził przejazd do pobliskich wsi staromiejskich – późniejszych przedmieść – m.in. Hufen (pol. Włóki). Tu mieszkał m.in. rzeźbiarz Johann Christoph Doebel.
Pod koniec XIX w. Steindamm nabrała wielkomiejskiego charakteru, stając się jedną z głównych ulic Królewca. Podczas nalotów 1944 i walk o miasto 1945, przytłaczająca większość zabudowy uległa zniszczeniu. Pozostałości rozebrano, północną część ulicy znacznie poszerzono, nadając jej nazwę al. Leninowskiej (ros. Leninskij prospekt – Ленинский проспект) i przedłużając o inne dawne ulice na południe, aż do Dworca Południowego. Jest to główna ulica Królewca, o typowej zabudowie blokowej z lat 50. i 60. XX w. Nieliczne relikty sprzed 1945 r. znajdujące się po zach. stronie ulicy, zostały przekształcone nie do poznania. Południowy odcinek d. ul. Steindamm nosi dziś nazwę ul. Żytomierskiej (ros. ul. Žitomirskaja – улица Житомирская) i nie ma charakteru przelotowego. Na terenie dzielnicy przedwojenną nazwę zachowała jedynie ul. Wagnera (ros. ul. Vagnera – улица Вагнера).

## Polska parafia ewangelicka
Po wprowadzeniu w Prusach Książęcych reformacji w 1525, świątynia służyła ewangelikom litewskim i niemieckim, przed 1574 również polskim, co powodowało konflikty. Od 1603 stała się wyłącznie kościołem polskim (duszpasterstwo litewskie przeniesiono do kościoła św. Elżbiety na Sackheim). Od 1632 do 1742 nabożeństwa polskie były też nadal odprawiane w katedrze na Knipawie, farze staromiejskiej i w kościele św. Barbary na Lipniku. Od 1620 istniał etat duchownego pomocniczego – diakona. Z kościołem było związanych szereg wybitnych polskich duchownych luterańskich. Pierwszym z nich był od 1529 Jan Wnorowski (w katedrze i na Starym Mieście). Od 1544 urząd ten pełnił Jan Seklucjan, który został pierwszym proboszczem polskiej parafii personalnej na Steindamm, obejmującej całe miasto. Do wybitniejszych należeli – przeważnie pochodzący z małych miejscowości mazurskich – księża: Krzysztof Liebruder – założyciel polskiej szkoły w 1642, Wawrzyniec Rast, Jerzy Skrodzki, Fryderyk Mortzfeld – wydawca kancjonału (1684), Jan Jakub Gräber, Marcin Zygmunt Zieleński (Marcin Zygmunt Zieliński), Michał Pilchowski, Jerzy Olech, Marcin Gregor, Herman Pełka, August Grzybowski.
Po zajęciu Królewca przez wojska rosyjskie podczas wojny siedmioletniej w latach (1758–1762) kościół służył jako cerkiew garnizonowa, a po zajęciu miasta przez armię napoleońską 1807 jako lazaret. W związku ze zmniejszającą się wskutek asymilacji i germanizacji ilością parafian, 1808 zniesiono stanowisko diakona, po 1821 zawieszono działalność polskiej szkoły. Już w końcu XVIII w. obok polskich wprowadzono niemieckie nabożeństwa cywilne i wojskowe. Od 1881 stał się kościołem parafialnym (niem. Steindammer Kirche) z nabożeństwami niemieckimi, choć jeszcze jakiś czas nazywany był również polskim (Polnische Kirche). 1889 zmieniono nazwy sąsiedniej ul. Polskiego Kaznodziei (Polnische Predigergasse) na ul. św. Mikołaja (Nikolaistrasse) i pl. Polskiego na pl. Kościelny (Steindammer Kirchplatz). Do 1901 odbywały się tu jeszcze comiesięczne polskie nabożeństwa wojskowe. Oprócz polskiej parafii luterańskiej, Polacy-katolicy od 1614 korzystali z kościoła św. Jana na Sackheim, ponadto w latach 1701–1816 istniała polska parafia ewangelicko-reformowana.

## Kościół
Pierwszy kościół był najpewniej drewniany. Z następnego, wzniesionego po jego zniszczeniu w XIII w. znane były tylko nieliczne relikty murów. Zapewne w 1 ćwierci XIV w. wzniesiono jednonawową i trójprzęsłową ceglaną gotycką świątynię, z dwuprzęsłowym, trójbocznie zamkniętym prezbiterium, połączonym z korpusem niską arkadą tęczową. Z tego czasu pochodziło też sklepienie chóru. Silnie wybrzuszone gwiaździste sklepienie nawy powstało w początkach XVI w., gdy również powiększono okna. Korpus był oszkarpowany, z biegiem czasu mury pokryto tynkiem. Wieżę dobudowano od zachodu w XV w., a jej smukły, wysoki hełm w 1572. Długość budowli wynosiła 41 m, szerokość 11,3 m, a wysokość nawy 8 m. W ołtarzu z 1670 znajdował się obraz Sądu Ostatecznego i wyobrażenia 7 uczynków miłosiernych, malowane przez Antona Möllera 1585–1587. Rokokowa ambona pochodziła z ok. 1760. Do XIX w. wnętrze zdobiły liczne obrazy i epitafia.
Kościół był silnie restaurowany 1841, 1888, 1905. W wyniku alianckiego nalotu 27/28 sierpnia 1944 runął dach i spłonęło wnętrze, w kwietniu 1945 nastąpiły dalsze zniszczenia. Ruiny usunięto w latach 50., obecnie w tym miejscu przebiega poszerzona jezdnia.